# Chlorophytum stolzii
Chlorophytum stolzii là một loài thực vật có hoa trong họ Măng tây. Loài này được (K.Krause) Weim. mô tả khoa học đầu tiên năm 1937.